# Axis axis
Il cervo pomellato (Axis axis Erxleben, 1777), noto anche come chital, è una specie di cervo piuttosto comune che abita nelle aree boschive di Sri Lanka, Nepal, Bangladesh, Bhutan, India e, con un piccolo numero di esemplari, Pakistan. In India è noto con molti altri nomi, tra i quali ricordiamo: Chital horin in bengalese, Thith Muwa in singalese, Jinke in kannada, Pulli Maan in tamil e malayalam, Duppi in telugu, Phutuki Horin in assamese, Haran o Harin in marathi e Hiran in hindi e urdu (gli ultimi due nomi derivano da Harini, parola sanscrita che significa «cervo»). È la specie di cervo più comune nelle foreste indiane. Il nome chital deriva dalla parola bengalese Chitral (চিত্রল) o Chitra (চিত্রা), che vuol dire «macchiato».

## Descrizione

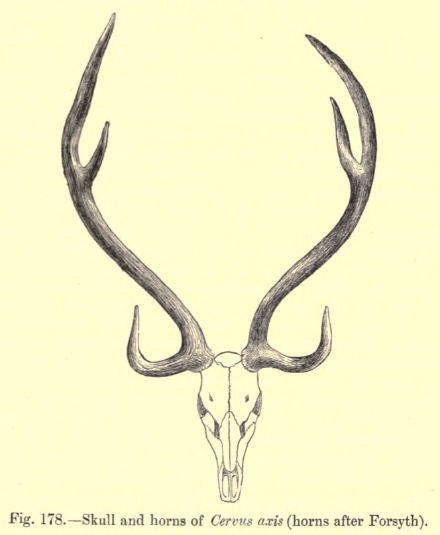
Disegno del cranio.

Il mantello del cervo pomellato, dal colore di fondo fulvo-rosato, è ricoperto di macchie bianche; anche la regione ventrale è bianca. I palchi, che cadono ogni anno, sono a forma di lira, presentano solitamente tre punte e possono raggiungere i 75 cm di lunghezza. Rispetto al cervo porcino, il suo parente più stretto, il cervo pomellato ha una costituzione più adatta alla corsa. Presenta anche tratti morfologici più evoluti, come pedicelli dei palchi relativamente più corti e bolle uditive più piccole, nonché narici più grandi. Misura circa 90 cm di altezza al garrese e pesa circa 85 kg; i maschi sono più grandi delle femmine. Vive intorno agli 8-14 anni.
Il cervo pomellato possiede ghiandole preorbitali ben sviluppate, fornite di peli rigidi simili a piccoli ramoscelli. È inoltre dotato di ghiandole metatarsali e podali sulle zampe posteriori. Nei maschi le ghiandole preorbitali sono più grandi che nelle femmine e si aprono molto spesso in risposta a certi stimoli.

## Distribuzione e habitat
Il cervo pomellato è diffuso in India (tra gli 8 e i 30° N), Nepal, Bhutan, Bangladesh e Sri Lanka. Si spinge a ovest fino alle regioni orientali del Rajasthan e al Gujarat. A nord, si incontra fino alla regione del terai, ai piedi dell'Himalaya, alle regioni meridionali di Uttar Pradesh, Uttarakhand e Nepal, a quelle settentrionali del Bengala Occidentale, al Sikkim, all'Assam occidentale e alle vallate boscose del Bhutan al di sotto dei 1100 m di quota. Il limite orientale della sua diffusione va dall'Assam occidentale fino alla regione dei Sunderbans, in Bengala Occidentale (India) e Bangladesh. Limite meridionale dell'areale è lo Sri Lanka. Il cervo pomellato popola quasi tutte le zone boscose della penisola indiana, ma in alcune aree, come le regioni centrali, nord-orientali e sud-orientali del Bangladesh, si è estinto.

## Biologia

### Ecologia
Il cervo pomellato è diffuso in gran numero nelle fitte foreste decidue o sempreverdi e nelle praterie aperte. Il numero più elevato di capi si riscontra nelle foreste dell'India, dove questa specie prospera nutrendosi di erbe alte e arbusti. Questo cervo è presente anche nel Santuario Naturale di Phibsoo, in Bhutan, che ospita l'ultima foresta di sal (Shorea robusta) rimasta nel Paese. Non si incontra mai nelle foreste poste ad altitudini più elevate, dove viene generalmente rimpiazzato da altre specie di cervi, come il sambar. Predilige le foreste con un'ampia copertura arborea, poiché ama molto stare all'ombra, non tollerando la luce diretta del sole.

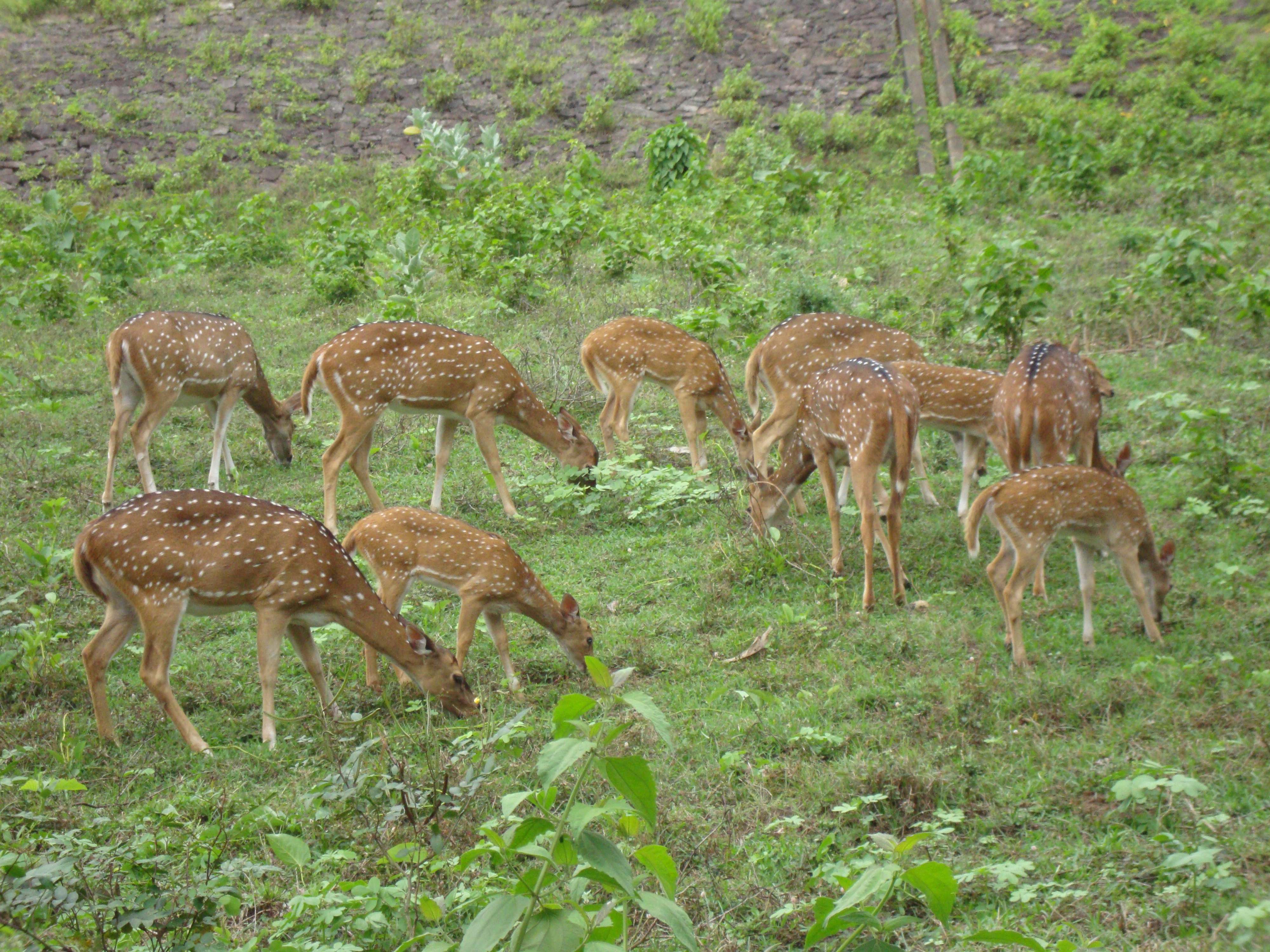
Cervi pomellati in un'area sempreverde.

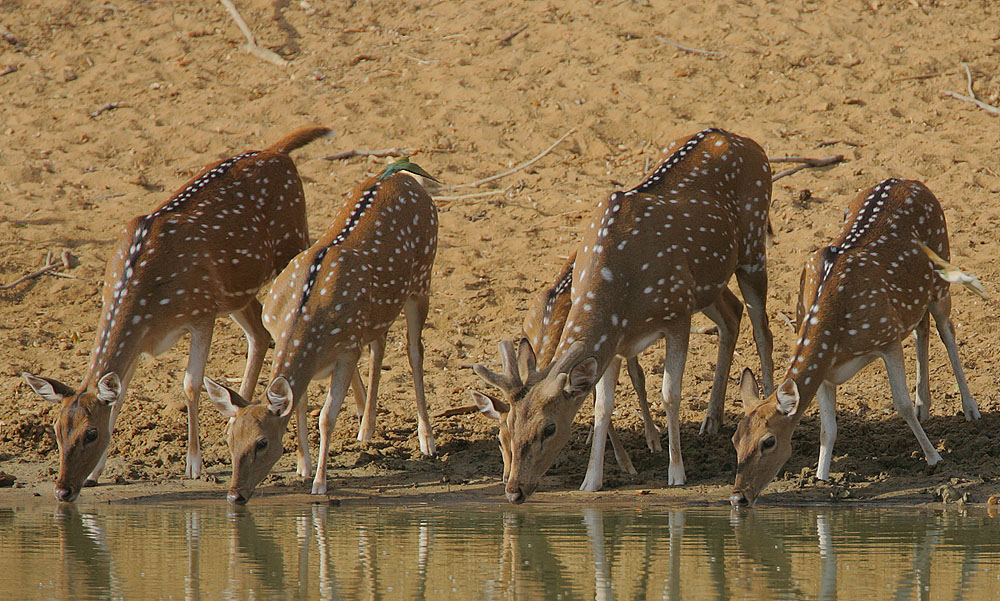
Cervi pomellati attorno a una pozza d'acqua.

Il cervo pomellato è un animale prevalentemente pascolatore, e si nutre dei teneri germogli delle piante erbacee. Tuttavia, è anche un brucatore che consuma foglie e frutti, specialmente quelli lasciati cadere dalle scimmie. I maschi, più delle femmine, si rizzano spesso sulle zampe posteriori per mangiare direttamente dai rami degli alberi. Per integrare la dieta con sali minerali, il cervo pomellato mangia anche i propri palchi caduti. Questo cervo preferisce vivere in prossimità dell'acqua e durante la stagione torrida si reca all'abbeverata tutte le sere e le mattine. Tra i suoi predatori ricordiamo tigri, leoni asiatici (presenti solamente nella Foresta di Gir), leopardi, cuon, lupi e coccodrilli palustri. Le volpi rosse, gli sciacalli dorati e le iene striate talvolta catturano i piccoli. Femmine e piccoli cadono molto più spesso vittima dei predatori dei maschi adulti; rispetto a tigri e leopardi, invece, i cuon hanno maggiori probabilità di catturare proprio questi ultimi. Per sfuggire ai predatori, il cervo pomellato può correre fino a velocità di 65 km/h.
È stata osservata un'interessante relazione tra branchi di cervi pomellati e gruppi di entelli delle pianure settentrionali (Semnopithecus entellus), una specie di scimmia colobina molto diffusa nell'Asia meridionale. Apparentemente, i cervi ottengono beneficio dalla buona vista degli entelli e dalla loro abilità di scrutare i dintorni dalla cima degli alberi per poi dare l'allarme quando si avvicina un predatore. Per gli entelli, invece, è di grande aiuto l'olfatto ben sviluppato dei cervi, grazie al quale gli ungulati riescono a percepire la presenza di un predatore quando questo è ancora lontano; proprio per questo motivo è facile vedere gli entelli nutrirsi al suolo in compagnia dei cervi pomellati. Inoltre, il cervo pomellato trae beneficio anche dai frutti sfuggiti di mano agli entelli quando questi mangiano su alberi come Terminalia ballerica e Phyllanthus emblica. I richiami di allarme di entrambe le specie possono indicare anche ad altri animali presenti nelle vicinanze l'avvicinarsi di un predatore come la tigre.

### Comportamento sociale e riproduzione

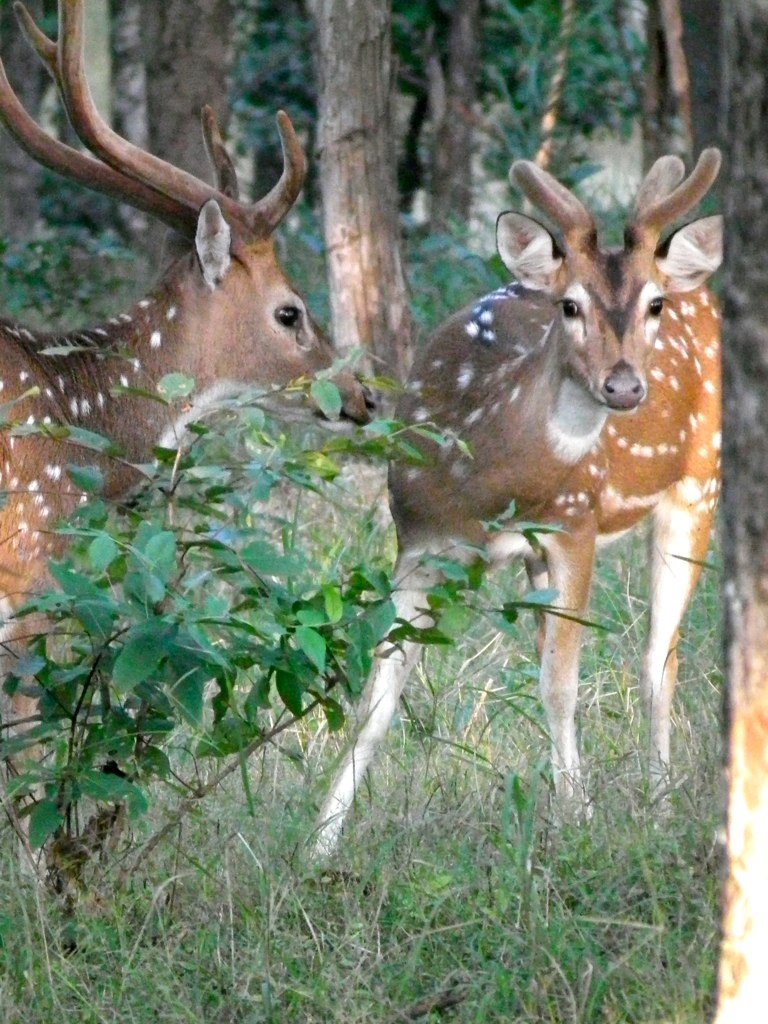
Due maschi di cervo pomellato (uno con palchi rigidi, l'altro con palchi di velluto).

Il cervo pomellato vive generalmente in branchi composti da dieci-cinquanta esemplari di ambo i sessi. I grandi maschi dominanti, con palchi non ricoperti di velluto, rimangono al centro del gruppo e sono circondati dalle femmine e dai loro piccoli. I maschi più piccoli, con palchi ricoperti di velluto, occupano i confini del gruppo. I maschi prestano particolare attenzione ai maschi di eguali dimensioni che entrano a far parte del gruppo, seguendoli, pascolando in loro compagnia e mettendosi in mostra di fronte a loro. Le dispute sono più frequenti tra i maschi giovani, mentre i grossi maschi più vecchi preferiscono marcare il territorio rilasciando secrezioni odorose, calpestando il terreno con gli zoccoli o strofinando i palchi su arbusti e alberelli. I grossi maschi con palchi rigidi vengono più spesso tenuti a distanza. Talvolta i maschi si rizzano sulle zampe posteriori per marcare i rami degli alberi soprastanti.

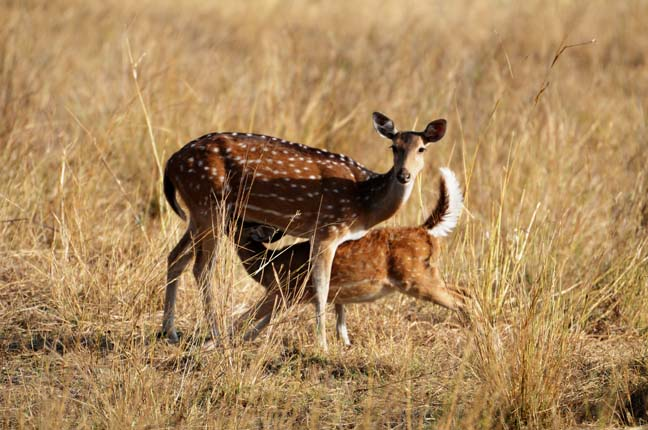
Una femmina di cervo pomellato mentre allatta.

Anche a causa del clima tropicale, nel cervo pomellato non è presente una vera e propria stagione degli amori e le nascite possono avvenire in ogni periodo dell'anno. Per questa ragione, i maschi non presentano un ciclo di sviluppo dei palchi sincrono e alcune femmine sono fertili in ogni periodo dell'anno. I maschi muniti di palchi rigidi sono dominanti nei confronti di quelli con palchi ricoperti di velluto o privi di palchi, indipendentemente dalle dimensioni e da altri fattori. Durante la stagione degli amori, generalmente, i maschi bramiscono. Le femmine presentano cicli estrali della durata di tre settimane. Nel cervo pomellato il corteggiamento si basa sul prendersi cura del partner. Un maschio in amore segue e protegge una femmina in estro. Durante questo periodo esso non mangia mai. Prima della copula, i membri della coppia si inseguono e si leccano l'un l'altro. La femmina partorisce un unico piccolo, più raramente due. I cerbiatti più piccoli poppano più a lungo di quelli un po' più grandi, che succhiano per soli 55 secondi. Femmine e piccoli sono legati da un vincolo non particolarmente stretto ed è frequente vederli separati. Tuttavia, per il fatto che i cervi pomellati tendono a rimanere vicini tra di loro, non è difficile per una femmina ritrovare il proprio piccolo. Talvolta i piccoli si riuniscono in una sorta di nursery.
Mentre pascolano in compagnia, i cervi pomellati sono generalmente silenziosi. Mentre si spostano, comunque, emettono gridolini rumorosi. Mentre pascolano, i vari componenti di un gruppo eseguono una specie di «postura di cortesia» quando si avvicinano ai conspecifici. Il bramito del cervo pomellato è piuttosto rozzo se paragonato a quello del cervo nobile o del wapiti. I suoi richiami sono costituiti da una serie di muggiti e ringhi, i quali possono essere una semplice versione più debole dei muggiti. I bramiti si odono solamente durante la stagione degli amori. I maschi che seguono le femmine in estro emettono forti grugniti indirizzati ai maschi più piccoli che incontrano. Altri brontolii vengono emessi anche durante le dimostrazioni di aggressività o mentre questi cervi riposano. Quando è allarmato, il cervo pomellato lancia una sorta di latrato. Questo richiamo è particolarmente frequente tra le femmine e i piccoli e viene emesso più volte. I piccoli separati dalle loro madri gridano. Quando si trovano in pericolo, questi cervi corrono in gruppo. Sono in grado di effettuare brevi sprint a elevate velocità, ma si stancano presto e corrono a rifugiarsi nel fitto della foresta.

## Conservazione
Il cervo pomellato viene classificato dalla IUCN tra le specie a basso rischio, «poiché occupa un vasto areale con popolazioni molto numerose». Attualmente, questa specie non corre alcun rischio e molte delle sue popolazioni vivono in numerose aree protette. Tuttavia, in parecchie zone, alcune popolazioni sono minacciate dalla caccia e dalla competizione con il bestiame domestico. La caccia, effettuata a scopo alimentare, ha già causato il declino di alcune popolazione ed estinzioni locali. Il cervo pomellato è specie protetta in India dal 1972 e in Bangladesh dal 1974. I due motivi principali che hanno consentito a questa specie di prosperare sono il suo stato legale di specie protetta e l'ottima gestione delle aree protette in cui vive.
Il cervo pomellato è stato introdotto nel Queensland (Australia), in Cile, in Argentina, in Uruguay, negli Stati Uniti (nella Riserva Costiera Nazionale di Point Reyes, presso San Francisco, California, in Texas, in Florida e nelle Hawaii) e su Brioni Maggiore, una delle Isole Brioni, al largo delle coste dell'Istria (Croazia).